# Anita Molcik
Anita Molcik, née le 12 novembre 1980, est une coureuse cycliste autrichienne. Spécialisée en four-cross, elle a été championne d'Europe de cette discipline en 2009, lauréate de la Coupe du monde de 2010 et médaillée de bronze du championnat du monde de 2006.

## Palmarès

### Championnats du monde
- Rotorua 2006
  -  Médaillée de bronze du four-cross
- Canberra 2009
  - 4e du four-cross
- Mont-Sainte-Anne 2010
  - 6e du four-cross
- Leogang 2012
  - 4e du four-cross

### Coupe du monde
- Coupe du monde de 4-cross 
  - 4e en 2005
  - 10e en 2006
  - 9e en 2007
  - 2e en 2008
  - 7e en 2009
  - 1re en 2010 (vainqueur à Windham)

- Coupe du monde de descente
  - 9e en 2008
  - 10e en 2012

### Championnats d'Europe
- 2009
  -  Championne d'Europe de four-cross
- 2010
  -  Médaillée d'argent du four-cross
- 2012
  -  Médaillée d'argent du four-cross

### Championnats nationaux
- Championne d'Autriche de descente en 1999, 2002, 2005, 2012